# Effectif des équipes à la Coupe du monde de football 1994
Pour un article plus général, voir Coupe du monde de football de 1994.
Cette page contient la liste de toutes les équipes et leurs joueurs ayant participé à la phase finale de la Coupe du monde de football 1994 aux États-Unis.

## Groupe A

### États-Unis
Note : Beaucoup de joueurs avaient un contrat avec l'équipe des États-Unis durant la saison 1993-1994, car l'équipe jouait fréquemment des matchs de préparation pour la Coupe du monde.

## Groupe B

### Russie
Note: Sont incluses les sélections pour l'URSS et la CEI.

### Suède
Note: Sélections au 10 juin 1994.

## Sources
- (en) Planet World Cup website